# Noel Gallagher's High Flying Birds (album)
Noel Gallagher's High Flying Birds je eponymní debutové album anglické rockové kapely Noel Gallagher's High Flying Birds. Bylo vydáno 17. října 2011. Jedná se o první studiové album Noela Gallaghera od jeho odchodu z Oasis v srpnu 2009.

## Seznam skladeb
Autorem všech skladeb je Noel Gallagher.
1. „Everybody's on the Run“ – 5:30
2. „Dream On“ – 4:29
3. „If I Had a Gun...“ – 4:09
4. „The Death of You and Me“ – 3:29
5. „(I Wanna Live in a Dream in My) Record Machine“ – 4:23
6. „AKA... What a Life!“ – 4:24
7. „Soldier Boys and Jesus Freaks“ – 3:22
8. „AKA... Broken Arrow“ – 3:35
9. „(Stranded On) The Wrong Beach“ – 4:02
10. „Stop the Clocks“ – 5:04

## Obsazení
Hlavní hudebníci
- Noel Gallagher – zpěv, kytara, baskytara, banjo, klávesy („(Stranded On) The Wrong Beach“), další klávesy („AKA... What a Life!“, „Soldier Boys and Jesus Freaks“ a „Stop the Clocks“) doprovodné vokály („Soldier Boys and Jesus Freaks“ a „(Stranded On) The Wrong Beach“)
- Daniel Drury - akustická kytara, doprovodné vokály
- Mike Rowe – klávesy (s výjimkou „(Stranded On) The Wrong Beach“)
- Jeremy Stacey – bicí

Další hudebníci
- Beccy Byrne – doprovodné vokály („Dream On“, „If I Had a Gun...“, „(I Wanna Live in a Dream in My) Record Machine“, „AKA... Broken Arrow“ a „Stop the Clocks“)
- Mark Neary – kontrabas („The Death of You and Me“), pila („The Death of You and Me“ a „AKA... Broken Arrow“), sklenice na víno („(Stranded On) The Wrong Beach“)
- Gary Alesbrook – trubka („Dream On“, „The Death of You and Me“, „Soldier Boys and Jesus Freaks“ a „Stop the Clocks“)
- Trevor Mires – pozoun („Dream On“, „The Death of You and Me“, „Soldier Boys and Jesus Freaks“ a „Stop the Clocks“)
- Andrew Kinsman – saxofon („Dream On“, „The Death of You and Me“, „Soldier Boys and Jesus Freaks“ a „Stop the Clocks“)
- Jon Graboff – steel kytara („If I Had a Gun...“)
- Luís Jardim – perkuse („The Death of You and Me“, „AKA... Broken Arrow“ a „Stop the Clocks“)
- Lenny Castro – perkuse („AKA... Broken Arrow“)
- Paul Stacey – kytarové sólo („Stop the Clocks“)
- The Wired Strings – smyčce („Everybody's on the Run“ a „(I Wanna Live in a Dream in My) Record Machine“)
- Crouch End Festival Chorus – sborový zpěv („Everybody's on the Run“, „(I Wanna Live in a Dream in My) Record Machine“ a „Stop the Clocks“)